# Шешонк III
Шешонк III (Usermaatre Setepenre или Usimare Setepenamun Shoshenqe) е фараон от Двадесет и втора династия на Древен Египет (Либийска или Бубастиска). Управлява около 837 – 798 г. пр.н.е, или 825 – 773 г. пр.н.е.

## Произход и управление
Не е известно каква е роднинската връзка на Шешонк III с неговия предшественик Осоркон II, но почти сигурно не е негов син.
Шешонк III е бил женен за дъщеря на Осоркон II и го наследява в Танис. Под реалния контрол на Шешонк III се намира Долен Египет със столица в Мемфис. Той управлява паралелно със сина или внука на Осоркон II, Такелот II, който е бил жрец на Амон в Тива и фараон на Среден и Горен Египет. При тяхното управление единството на Египет се разпада.
Надпис от шестата година на Шешонк III свидетелства, че неговата власт първоначално е била признавана от върховните жреци в Тива. Около осмата година от царуването на Шешонк III (ок. 829 г. пр.н.е. или 818 г. пр.н.е.) в Леонтополис (Тарему) избухва въстанието на Педубаст I, номарх (местен управител), който се обявява за фараон и воюва срещу Такелот II за контрола над Тива. По неизяснени причини Шешонк III признава Педубаст за равноправен владетел и не се намесва пряко в конфликта, продължил близо 3 десетилетия.
Към края на управлението си Шешонк III признава полу-автономната власт на няколко либийски вождове, обособили се като местни владетели в западната част на Делтата. Не е известно много за по-нататъшното управление на Шешонк III, което трае поне 39 години, според други виждания – между 49 и 52 години.
Неговата гробница NRT-V е разкрита в Танис. Наследен е от Шешонк IV, вероятно негов син.